# Sweet Harmony (canción de The Beloved)
Sweet Harmony es una canción del grupo The Beloved publicado como single en 1993.

## Éxito comercial
Publicado en enero de 1993, logró llegar al tercer puesto en las tablas de Austria y al sexto en Alemania, Suiza y España
- Datos: Q7655335